# Sensitivasläktet
Sensitivasläktet (Mimosa)) är ett släkte i familjen ärtväxter. Släktet har mellan 400 och 500 arter med stor utbredning i tropikerna och subtropiska områden. De flesta arterna förekommer i Sydamerika.
Bladen är dubbelt parbladiga (ungefär som rönn).
Dessa växter har en märklig egenskap i det att minsta beröring av bladverket orsakar att bladen fäller ihop sig till det som kallas nattställning, det vill säga det tillstånd växten spontant intar, när dagsljuset försvinner. På natten slår även blommornas kronblad ihop sig: växten sover. Växten antas inta nattställning för att minska värmeförlust, när det blir kallare på natten. vid beröring så fälls bladen ihop för att skydda sig. Den har små taggar runt stjälken som fungerar som skydd 

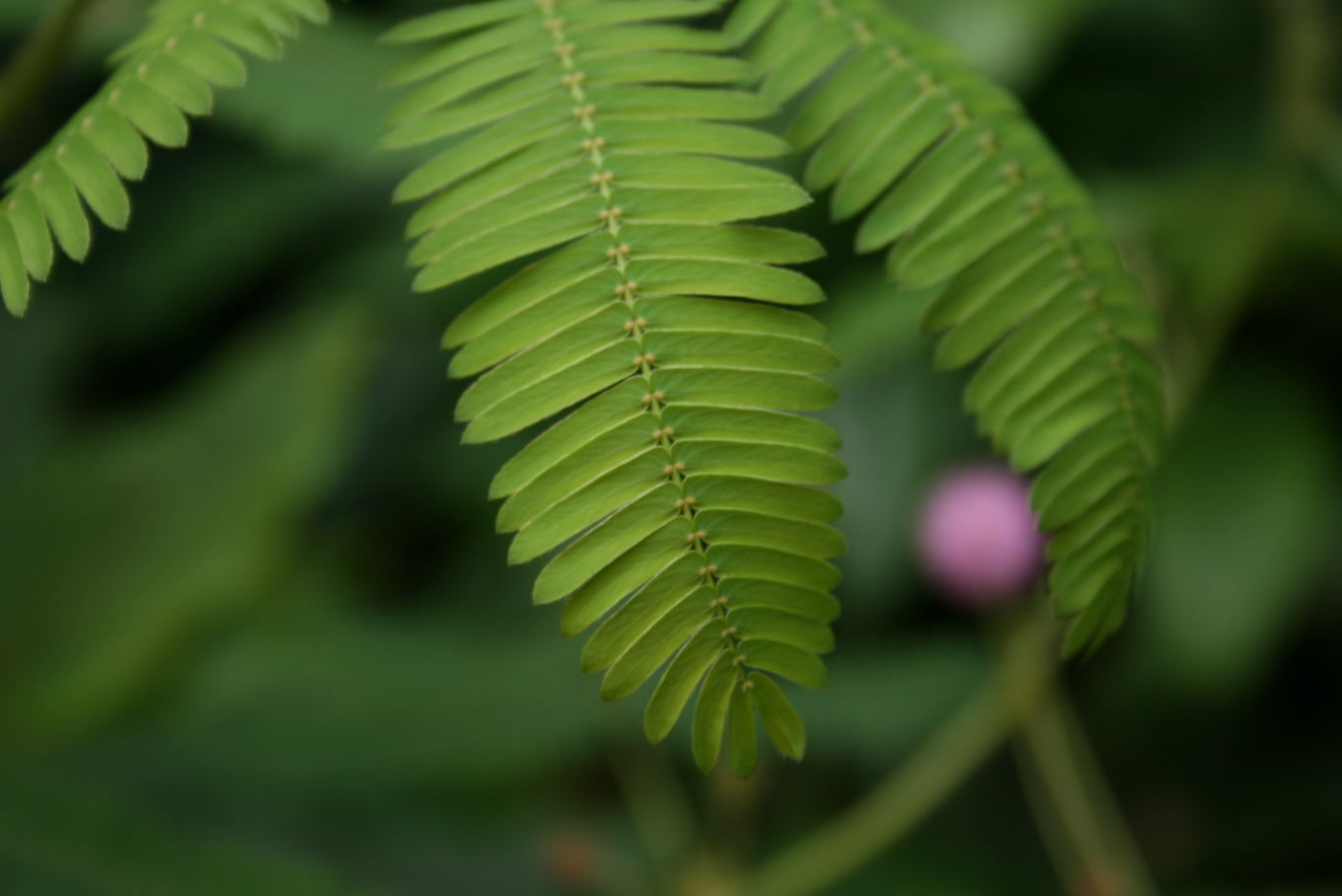
M. pudica, "vaken".

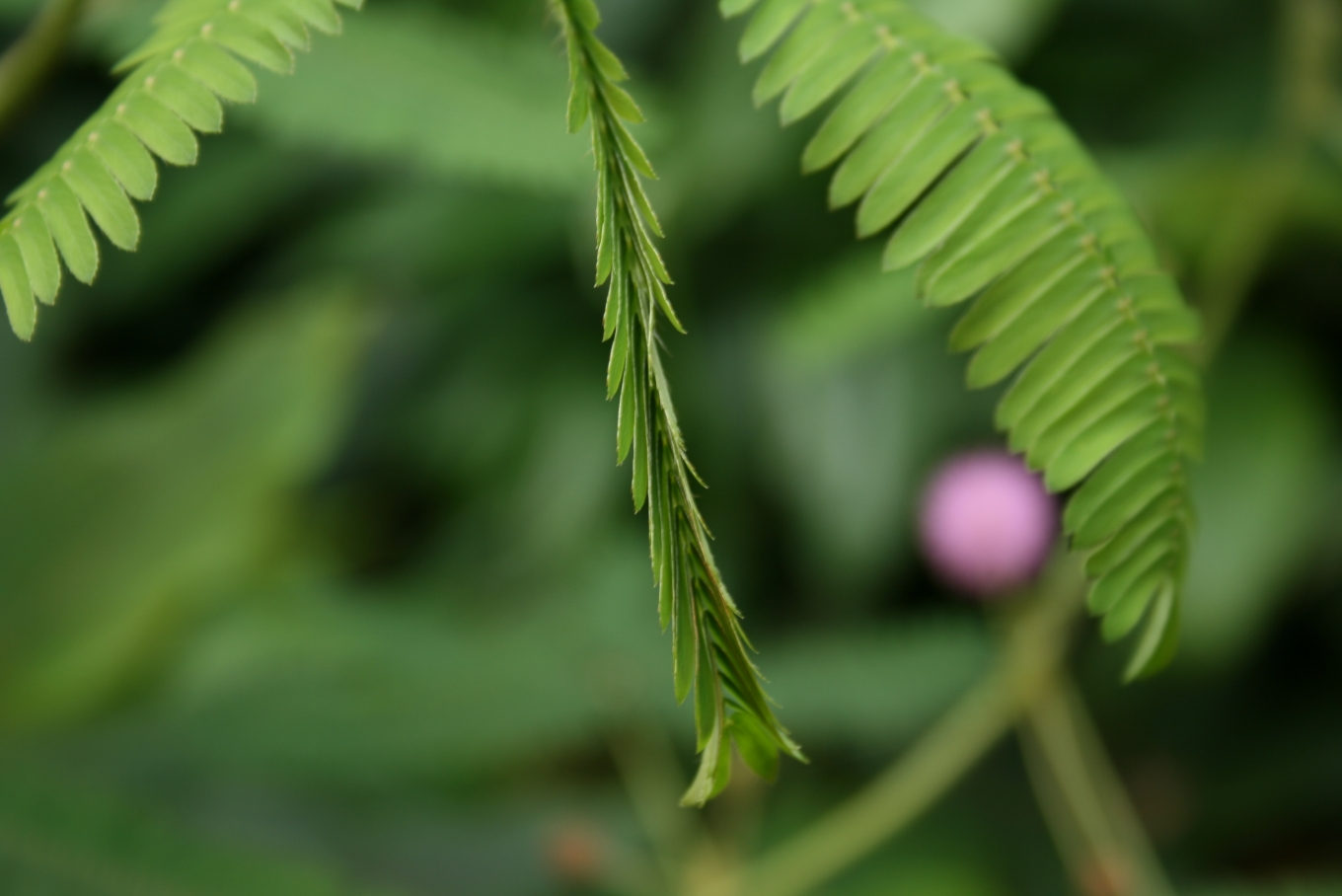
M. pudica, "sovande".

.[källa behövs]

## Etymologi
Släktnamnet Sensitiva – ytterst känslig – har sitt ursprung i medeltidslatinets sensus med betydelse förnimmelse, sinne. Det har det på grund av växtens känslighet för beröring.

## Förväxlingsväxt
Det vetenskapliga namnet Mimosa används ofta felaktigt inom blomsterhandeln om arter i släktet akacior (Acacia). Dessa arter reagerar inte alls vid beröring på samma sätt som äkta mimosa.

## Bildgalleri

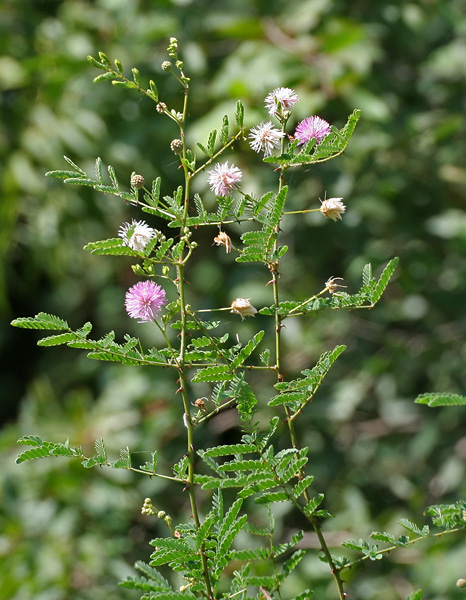
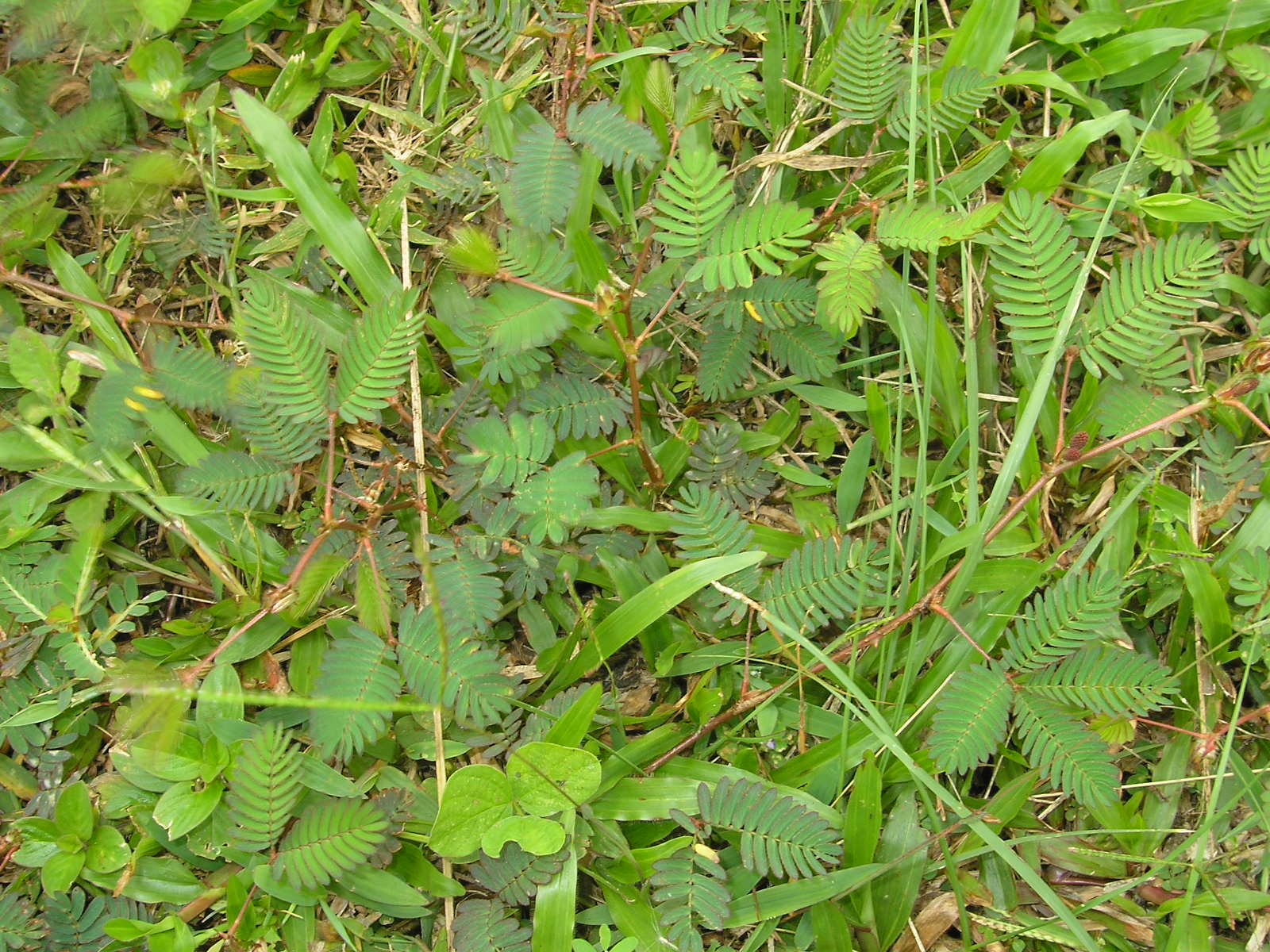
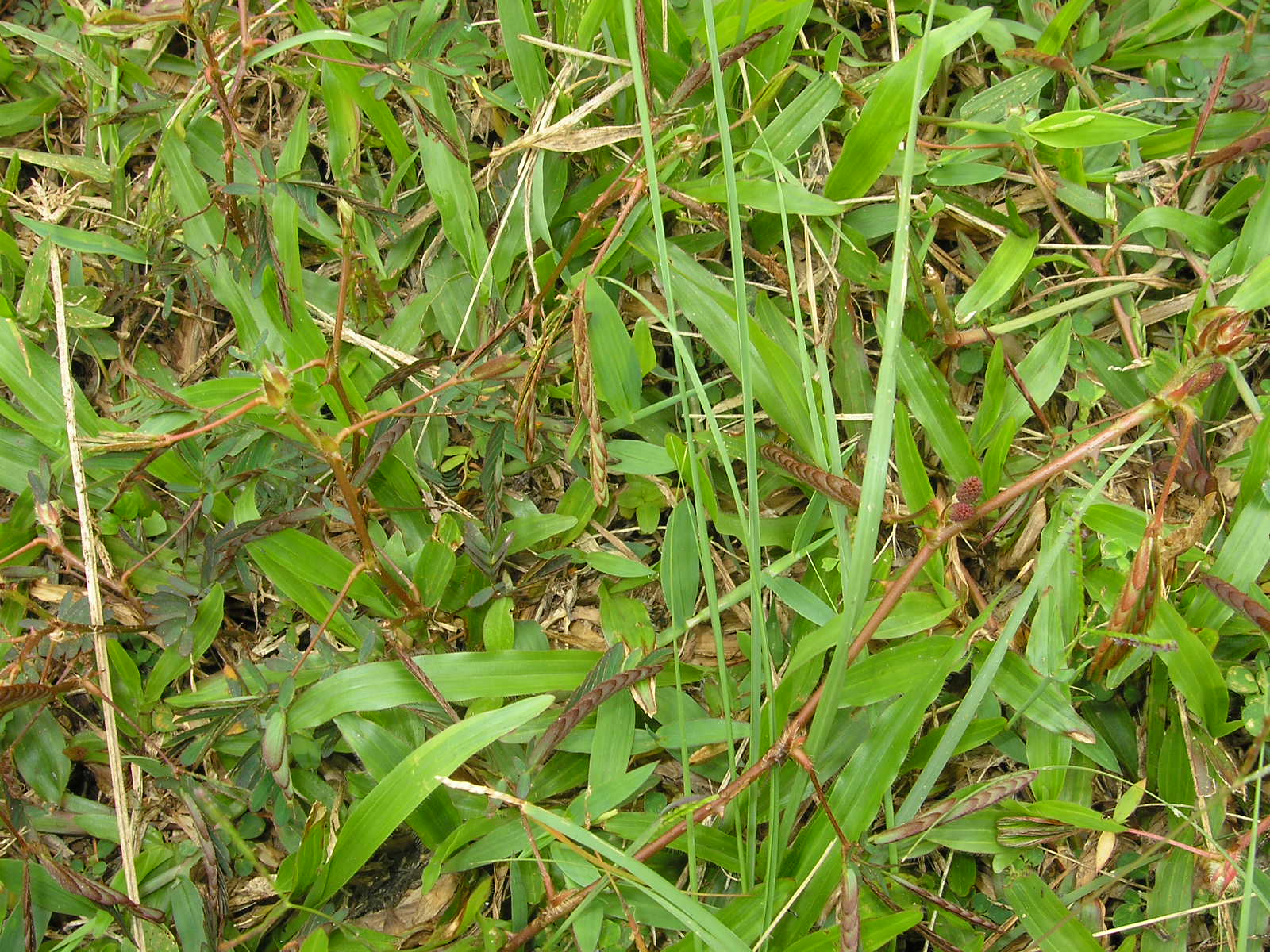

## Dottertaxa till sensitivasläktet, i alfabetisk ordning[1]
- Mimosa acantholoba
- Mimosa acapulcensis
- Mimosa acerba
- Mimosa aculeaticarpa
- Mimosa acutistipula
- Mimosa adenantheroides
- Mimosa adenocarpa
- Mimosa adenophylla
- Mimosa adenotricha
- Mimosa adversa
- Mimosa aemula
- Mimosa affinis
- Mimosa albida
- Mimosa albolanata
- Mimosa alleniana
- Mimosa altoparanensis
- Mimosa amambayensis
- Mimosa amphigena
- Mimosa andina
- Mimosa andreana
- Mimosa andringitrensis
- Mimosa angusta
- Mimosa angustisiliqua
- Mimosa annularis
- Mimosa antioquensis
- Mimosa antrorsa
- Mimosa aparadensis
- Mimosa apleura
- Mimosa apodocarpa
- Mimosa arcuata
- Mimosa arenosa
- Mimosa argentinensis
- Mimosa argillicola
- Mimosa argillotropha
- Mimosa artemisiana
- Mimosa aspera
- Mimosa asperata
- Mimosa asperrima
- Mimosa aureliana
- Mimosa auriculata
- Mimosa aurivillus
- Mimosa axillaris
- Mimosa azuensis
- Mimosa bahamensis
- Mimosa balansae
- Mimosa balduinii
- Mimosa barberi
- Mimosa barrancana
- Mimosa barretoi
- Mimosa benthamii
- Mimosa berroi
- Mimosa bifurca
- Mimosa bijuga
- Mimosa bimucronata
- Mimosa blanchetii
- Mimosa boliviana
- Mimosa bonplandii
- Mimosa borboremae
- Mimosa borealis
- Mimosa botucatuana
- Mimosa brachycarpa
- Mimosa brachystachya
- Mimosa bracteolaris
- Mimosa brandegeei
- Mimosa brevipes
- Mimosa brevipetiolata
- Mimosa brevipinna
- Mimosa brevispica
- Mimosa brevispicata
- Mimosa buchii
- Mimosa burchellii
- Mimosa burkartii
- Mimosa busseana
- Mimosa caduca
- Mimosa caerulea
- Mimosa caesalpiniifolia
- Mimosa cafesiana
- Mimosa cainguensis
- Mimosa calcicola
- Mimosa calliandroides
- Mimosa callithrix
- Mimosa callosa
- Mimosa calocephala
- Mimosa calodendron
- Mimosa calothamnus
- Mimosa calycina
- Mimosa campicola
- Mimosa camporum
- Mimosa canahuensis
- Mimosa candelabrum
- Mimosa capillipes
- Mimosa capuronii
- Mimosa carbonalis
- Mimosa carvalhoi
- Mimosa casta
- Mimosa castanoclada
- Mimosa catalinae
- Mimosa cataractae
- Mimosa catharinensis
- Mimosa caudero
- Mimosa ceratonia
- Mimosa chacoensis
- Mimosa chaetocarpa
- Mimosa chihuahuana
- Mimosa chodatii
- Mimosa chrysastra
- Mimosa ciliata
- Mimosa claussenii
- Mimosa coelho-de-moraesii
- Mimosa coelocarpa
- Mimosa colombiana
- Mimosa concinna
- Mimosa congestifolia
- Mimosa coniflora
- Mimosa cordistipula
- Mimosa cordobensis
- Mimosa coruscocaesia
- Mimosa corynadenia
- Mimosa costenya
- Mimosa cruenta
- Mimosa cuatrecasasii
- Mimosa cubatanensis
- Mimosa cuzcoana
- Mimosa cyclophylla
- Mimosa cylindracea
- Mimosa daleoides
- Mimosa dalyi
- Mimosa dasyphylla
- Mimosa deamii
- Mimosa debilis
- Mimosa decurrens
- Mimosa delicatula
- Mimosa densa
- Mimosa depauperata
- Mimosa desmodioides
- Mimosa detinens
- Mimosa dichoneuta
- Mimosa dichroa
- Mimosa didyma
- Mimosa diffusa
- Mimosa digitata
- Mimosa dimidiata
- Mimosa diplotricha
- Mimosa disperma
- Mimosa distachya
- Mimosa distans
- Mimosa diversifolia
- Mimosa diversipila
- Mimosa dolens
- Mimosa domingensis
- Mimosa dormiens
- Mimosa dryandroides
- Mimosa duckei
- Mimosa dumetaria
- Mimosa dutrae
- Mimosa dysocarpa
- Mimosa echinocarpa
- Mimosa echinocaula
- Mimosa egregia
- Mimosa ekmanii
- Mimosa elliptica
- Mimosa elongata
- Mimosa emoryana
- Mimosa endlichii
- Mimosa ephedroides
- Mimosa eriocarpa
- Mimosa eriophylloides
- Mimosa ernestii
- Mimosa ervendbergii
- Mimosa esmeraldae
- Mimosa eurycarpa
- Mimosa exalbescens
- Mimosa extensa
- Mimosa extensissima
- Mimosa extranea
- Mimosa fachinalensis
- Mimosa fagaracantha
- Mimosa farinosa
- Mimosa farisii
- Mimosa ferrisiae
- Mimosa fiebrigii
- Mimosa filiformis
- Mimosa filipes
- Mimosa filipetiola
- Mimosa flagellaris
- Mimosa flocculosa
- Mimosa foliolosa
- Mimosa formosana
- Mimosa fuertensis
- Mimosa furfuracea
- Mimosa galeottii
- Mimosa gardneri
- Mimosa gemmulata
- Mimosa germana
- Mimosa glabra
- Mimosa glanduliseta
- Mimosa glaucescens
- Mimosa glaucula
- Mimosa glazioui
- Mimosa glutinosa
- Mimosa goldmanii
- Mimosa goyazensis
- Mimosa gracilipes
- Mimosa gracilis
- Mimosa grahamii
- Mimosa graminiformis
- Mimosa grandidieri
- Mimosa grandistipula
- Mimosa gratissima
- Mimosa guanacastensis
- Mimosa guaranitica
- Mimosa guatemalensis
- Mimosa guilandinae
- Mimosa guirocobensis
- Mimosa gymnoloma
- Mimosa haavoa
- Mimosa hadrocarpa
- Mimosa hafomantsina
- Mimosa hamata
- Mimosa hapaloclada
- Mimosa hassleriana
- Mimosa hebecarpa
- Mimosa herzogii
- Mimosa heterocarpa
- Mimosa heterotricha
- Mimosa hexandra
- Mimosa hildebrandtii
- Mimosa himalayana
- Mimosa hirsuta
- Mimosa hirsuticaulis
- Mimosa hirsutissima
- Mimosa hirta
- Mimosa hoehneana
- Mimosa hondurana
- Mimosa honesta
- Mimosa humifusa
- Mimosa hypoglauca
- Mimosa ikondensis
- Mimosa imbricata
- Mimosa implexa
- Mimosa inamoena
- Mimosa insidiosa
- Mimosa insidiosoides
- Mimosa insignis
- Mimosa intricata
- Mimosa invisa
- Mimosa involucrata
- Mimosa ionema
- Mimosa iperoensis
- Mimosa irrigua
- Mimosa irritabilis
- Mimosa itatiaiensis
- Mimosa ixiamensis
- Mimosa jiramenensis
- Mimosa killipii
- Mimosa kitrokala
- Mimosa kuhlmannii
- Mimosa lacerata
- Mimosa lactiflua
- Mimosa lanata
- Mimosa lanuginosa
- Mimosa lasiocarpa
- Mimosa lasiocephala
- Mimosa lasiophylla
- Mimosa latispinosa
- Mimosa lawranceana
- Mimosa laxiflora
- Mimosa leiocarpa
- Mimosa leiocephala
- Mimosa leonardii
- Mimosa lepidophora
- Mimosa lepidorepens
- Mimosa lepidota
- Mimosa leprosa
- Mimosa leptantha
- Mimosa leptocarpa
- Mimosa leptorhachis
- Mimosa leucaenoides
- Mimosa levenensis
- Mimosa lewisii
- Mimosa lindheimeri
- Mimosa lingvatouana
- Mimosa longepedunculata
- Mimosa longepetiolata
- Mimosa longicaulis
- Mimosa longicoma
- Mimosa longipes
- Mimosa lorentzii
- Mimosa loxensis
- Mimosa lucidula
- Mimosa luisana
- Mimosa lundiana
- Mimosa lupinoides
- Mimosa lupulina
- Mimosa macedoana
- Mimosa macrocalyx
- Mimosa macrocephala
- Mimosa mahilakensis
- Mimosa mainaea
- Mimosa malacocarpa
- Mimosa malacophylla
- Mimosa mansii
- Mimosa maracayuensis
- Mimosa margaritae
- Mimosa martindelcampoi
- Mimosa maxonii
- Mimosa mazatlana
- Mimosa medioxima
- Mimosa melanocarpa
- Mimosa mellii
- Mimosa menabeensis
- Mimosa mensicola
- Mimosa meticulosa
- Mimosa micheliana
- Mimosa micracantha
- Mimosa microcarpa
- Mimosa microcephala
- Mimosa micropteris
- Mimosa millefoliata
- Mimosa minima
- Mimosa minutifolia
- Mimosa miranda
- Mimosa misera
- Mimosa moaensis
- Mimosa modesta
- Mimosa mogolensis
- Mimosa mollis
- Mimosa monancistra
- Mimosa montana
- Mimosa monticola
- Mimosa moreliensis
- Mimosa mornicola
- Mimosa morongii
- Mimosa morroensis
- Mimosa mossambicensis
- Mimosa mucronulata
- Mimosa multipinna
- Mimosa multiplex
- Mimosa myriacantha
- Mimosa myriadena
- Mimosa myriocephala
- Mimosa myriophylla
- Mimosa nanchititlana
- Mimosa nelsonii
- Mimosa neptuniodes
- Mimosa neuroloma
- Mimosa niederleinii
- Mimosa nigra
- Mimosa nitens
- Mimosa nossibiensis
- Mimosa nothacacia
- Mimosa nothopteris
- Mimosa nuda
- Mimosa oblonga
- Mimosa obovata
- Mimosa obstrigosa
- Mimosa obtusifolia
- Mimosa occidentalis
- Mimosa oligacantha
- Mimosa oligophylla
- Mimosa onilahensis
- Mimosa ophthalmocentra
- Mimosa orthacantha
- Mimosa orthocarpa
- Mimosa ostenii
- Mimosa ourobrancoensis
- Mimosa pachecensis
- Mimosa pachycarpa
- Mimosa pachycarpoides
- Mimosa palmeri
- Mimosa palmetorum
- Mimosa paludosa
- Mimosa panamensis
- Mimosa paniculata
- Mimosa papposa
- Mimosa paraguariae
- Mimosa paraizensis
- Mimosa parapitiensis
- Mimosa parvifoliolata
- Mimosa parvipinna
- Mimosa paucifolia
- Mimosa paupera
- Mimosa pauperiodes
- Mimosa pectinatipinna
- Mimosa peduncularis
- Mimosa pedunculosa
- Mimosa pellita
- Mimosa per-dusenii
- Mimosa petiolaris
- Mimosa petraea
- Mimosa phyllodinea
- Mimosa pigra
- Mimosa pilulifera
- Mimosa pinetorum
- Mimosa piptoptera
- Mimosa pithecolobioides
- Mimosa planitei
- Mimosa platycarpa
- Mimosa platyloma
- Mimosa platyphylla
- Mimosa plumifolia
- Mimosa plumosa
- Mimosa pluriracemosa
- Mimosa pogocephala
- Mimosa pogonoclada
- Mimosa pohlii
- Mimosa polyancistra
- Mimosa polyantha
- Mimosa polycarpa
- Mimosa polycephala
- Mimosa polychaeta
- Mimosa polydactyla
- Mimosa polydidyma
- Mimosa prainiana
- Mimosa pringlei
- Mimosa procurrens
- Mimosa pseudincana
- Mimosa pseudocallosa
- Mimosa pseudosepiaria
- Mimosa psilocarpa
- Mimosa psoralea
- Mimosa pteridifolia
- Mimosa puberula
- Mimosa pudica
- Mimosa pueblensis
- Mimosa pulverulenta
- Mimosa punctulata
- Mimosa purpurascens
- Mimosa purpusii
- Mimosa pyrenea
- Mimosa quadrivalvis
- Mimosa quitensis
- Mimosa radula
- Mimosa ramboi
- Mimosa ramentacea
- Mimosa ramosissima
- Mimosa ramulosa
- Mimosa regnellii
- Mimosa reptans
- Mimosa revoluta
- Mimosa rhodocarpa
- Mimosa rhododactyla
- Mimosa riedelii
- Mimosa rigida
- Mimosa rigidicaulis
- Mimosa rixosa
- Mimosa rocae
- Mimosa rojasii
- Mimosa rokatavensis
- Mimosa rondoniana
- Mimosa rosariensis
- Mimosa rosei
- Mimosa rubicaulis
- Mimosa rudis
- Mimosa rufescens
- Mimosa rufipila
- Mimosa rupestris
- Mimosa sagotiana
- Mimosa santanderensis
- Mimosa savokaea
- Mimosa scaberrima
- Mimosa scabrella
- Mimosa schleidenii
- Mimosa schomburgkii
- Mimosa schrankioides
- Mimosa selloi
- Mimosa sensibilis
- Mimosa sensitiva
- Mimosa sericantha
- Mimosa serpens
- Mimosa serra
- Mimosa setifera
- Mimosa setipes
- Mimosa setistipula
- Mimosa setosa
- Mimosa setosissima
- Mimosa setuligera
- Mimosa sicyocarpa
- Mimosa similis
- Mimosa simulans
- Mimosa sinaloensis
- Mimosa skinneri
- Mimosa somnians
- Mimosa sordida
- Mimosa sousae
- Mimosa sparsa
- Mimosa speciosissima
- Mimosa spiciflora
- Mimosa spirocarpa
- Mimosa spruceana
- Mimosa steinbachii
- Mimosa stenoptera
- Mimosa stipularis
- Mimosa strigillosa
- Mimosa strobiliflora
- Mimosa studartiana
- Mimosa subenervis
- Mimosa subvestita
- Mimosa suffruticosa
- Mimosa supersetosa
- Mimosa surumuensis
- Mimosa tacimbensis
- Mimosa taimbensis
- Mimosa tanalarum
- Mimosa tandilensis
- Mimosa teledactyla
- Mimosa tenuiflora
- Mimosa tenuipendula
- Mimosa tequilana
- Mimosa tobagensis
- Mimosa tobatiensis
- Mimosa tocantina
- Mimosa tomentosa
- Mimosa tovarensis
- Mimosa townsendii
- Mimosa trachycarpa
- Mimosa trachycephala
- Mimosa tremula
- Mimosa trianae
- Mimosa tricephala
- Mimosa trichocephala
- Mimosa trijuga
- Mimosa turneri
- Mimosa ulbrichiana
- Mimosa ulei
- Mimosa uliginosa
- Mimosa uncinata
- Mimosa unipinnata
- Mimosa ursina
- Mimosa uruguensis
- Mimosa warnockii
- Mimosa waterlotii
- Mimosa watsonii
- Mimosa weberbaueri
- Mimosa weddelliana
- Mimosa vellosiella
- Mimosa velloziana
- Mimosa verecunda
- Mimosa vernicosa
- Mimosa verrucosa
- Mimosa vestita
- Mimosa wherryana
- Mimosa widgrenii
- Mimosa vilersii
- Mimosa williamsii
- Mimosa viva
- Mimosa volubilis
- Mimosa wootonii
- Mimosa xanthocentra
- Mimosa xanti
- Mimosa xerophytica
- Mimosa xinguensis
- Mimosa xiquexiquensis
- Mimosa xochipalensis
- Mimosa zacapana
- Mimosa zimapanensis
- Mimosa zygophylla